# Sillago soringa
Sillago soringa är en fiskart som beskrevs av A.K. Dutt och Sujatha 1982. Sillago soringa ingår i släktet Sillago och familjen Sillaginidae. Inga underarter finns listade i Catalogue of Life.